# Привокзальна вулиця (Запоріжжя)
Привокзáльна вýлиця — вулиця в південній частині міста Запоріжжя, у Комунарському районі. Починається від Привокзальної площі на Соборному проспекті, біля залізничного вокзалу станції Запоріжжя I, перетинає Прибережну автомагістраль, що збігається з автошляхом Н08 і закінчується біля Запорізького рибного заводу, неподалік акваторії річки Дніпро. Прилучаються три вулиці — Миколи Ласточкіна, Володимира Українця (до 29.09.2023 — вул. Новокузнецька) (автошлях на Південний мікрорайон), Домаха (до 20.05.2024 — Чубанова). Протяжність вулиці — 1,6 км.

## Історія
Вулиця мала первинну назву — Придорожня, згодом була перейменована на Луначарського, на честь українського письменника, журналіста, марксиста, політика-більшовика, наркому освіти СРСР (1917—1929), академіка АН СРСР (1933) Анатолія Луначарського.

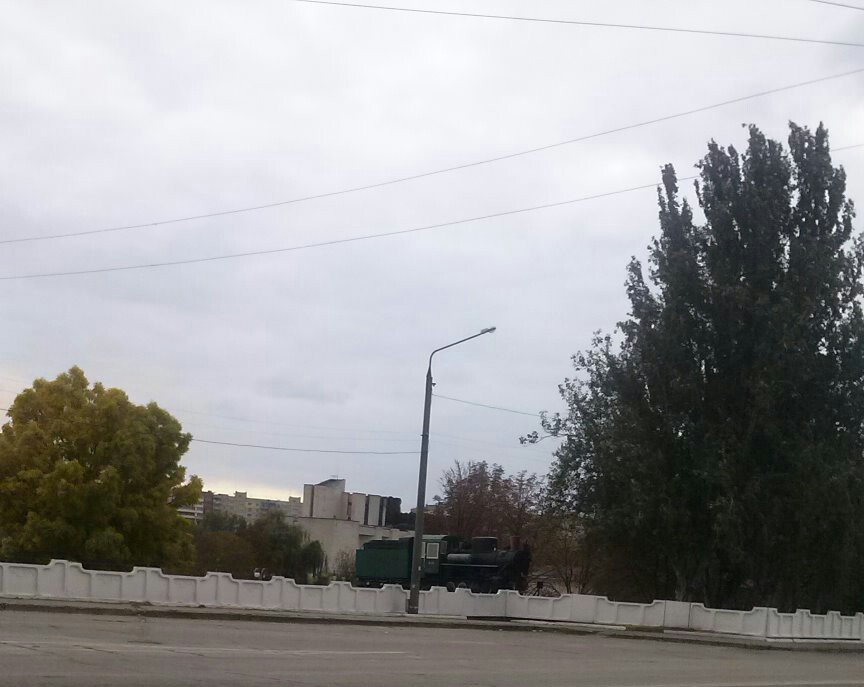
Пам'ятник паровоз «Кп4-456» біля Запорізької дитячої залізниці

Події Другої світової війни на території Запорізької області призвели до масштабних руйнувань транспортної інфраструктури: лише греблю Дніпровської ГЕС підривали двічі, та ж доля очікувала і обидва мости Стрілецького через Новий і Старий Дніпро, які були на місці сучасних мостів Преображенського, і поєднували обидва береги Запоріжжя через острів Хортиця не лише пішохідним і автомобільним, але і залізничним сполученням. Підірвавши при відступі всі існуючі мости, німецькі війська залишили їх зруйнованими, а місто — без можливості будь-якого транспортного сполучення, унеможлививши процес післявоєнної відбудови міста і переміщення важливих для фронту і наступу вантажів. Для відновлення на старому місці мостів і греблі ДніпроГЕС, потрібні були тривали роки відбудови, а необхідність сполучити береги Дніпра якомога найшвидше з'явилася одразу ж після деокупації міста від німецько-фашистських загарбників. Русло річки на місці мостів Стрілецького було сильно завалено зруйнованими мостовими конструкціями, що в поєднанні з їх великою висотою (до 45 м над рівнем води) унеможливлювало швидке їх відновлення. Руйнування греблі ДніпрГЕС також виявилися занадто масштабними для оперативного відновлення мостового переходу по ній. У 1944 році з цієї причини було прийнято рішення спорудити тимчасову залізницю, яка дозволила б на час відновлення основних мостів і греблі переправляти важливі вантажі через обидва русла Дніпра в межах Запоріжжя, і відновила б залізничне сполучення між Кривим Рогом і Донбасом за маршрутом Другої Катерининської залізниці. Відповідно з проєктом, тимчасова залізнична лінія починалася від залізничної станції Запоріжжя I, де пролягала на захід, в бік річки Дніпро, через сучасну вулицю Привокзальну. Саме через те, що тут існувала тимчасова залізнична колія, ця вулиця тривалий час мала назву Придорожньої. Далі залізниця впиралася в русло Дніпра, яке повинна була перетнути по тимчасовому дерев'яному мосту, потрапити на острів Хортиця в його плавневій частині, і, обійшовши острів, вийти на русло Старого Дніпра, де за проєктом споруджувався другий дерев'яний міст. Далі шлях проходив уздовж узбережжя Старого Дніпра на правому березі, і сполучався з існуючою залізничною магістраллю на ділянці Апостолове — Запоріжжя, неподалік від зруйнованого одноаркового моста Стрілецького. Загальна довжина залізничної гілки складала 11 км.
На виконання Закону України «Про засудження комуністичного і націонал-соціалістичного (нацистського) тоталітарних режимів в Україні і заборона їх символіки» про перейменування топонімів міського підпорядкування і демонтажі об'єктів монументального мистецтва» № 317-VIII від 9 квітня 2015 року вулиця підлягала декомунізації.
21 жовтня 2015 року оголошені результати громадських обговорювань з питань декомунізації, які проводились в районних адміністраціях міста, в ході яких було запропоновано чотири назви вулиці, а саме: Придорожня (69 %), Дорожня (23 %), Місячна (7 %) та Юного залізничника, але жодну назву депутатами Запорізької міської ради не було підтримано.
19 лютого 2016 року вулиця Луначарського на сесії Запорізької міської ради була перейменована на вулицю Привокзальну, на честь розташованих поруч вокзалу Запоріжжя I та дитячої залізниці.

## Об'єкти
- буд. 1  — Запорізька дитяча залізниця
- буд. 7  — гуртожиток
- буд. 8  — салон надувних виробів для водного відпочинку «Мотор Плюс»
- буд. 9  — КНП «Міська лікарня № 7»
- буд. 9  — «БРайт-Біо», приватна лабораторія медико-діагностичного центру (пункт забору матеріалу)
- буд. 9А — Відділ митного оформлення № 2 та 4; Сектор митного оформлення в Запорізькому річковому порту
- буд. 11  — «Вавилон 2000», торговельний будинок сантехніки
- буд. 11  — «Центр-Вюк»
- буд. 11В  — «Самшит ЛТД», фірма інтер'єр дизайну
- буд. 15  — готельний комплекс «Ріца»[10]
- буд. 15  — готельно-розважальний комплекс «Водограй»[11]
- буд. 15А  — «ЗАЗ Інвестбуд», будівельна фірма
- буд. 15Г  — «Porto Riva»[12]
- буд. 21  — Запорізький рибний завод
- буд. 21  — «ПП Борцов Е. І.», фірма з виготовлення європарканів, тротуарної плитки (територія рибзаводу)
- буд. 21  — «Чіко Транс 2000», будівельна фірма
- буд. 21  — «Шина-Люкс», автомагазин
- буд. 21  — «Оселя», інтернет-магазин
- буд. 21  — «Співдружність-монолит», лакофарбувальний магазин
- буд. 21  — «Теплий будинок», фірма будматеріалів.

## Галерея

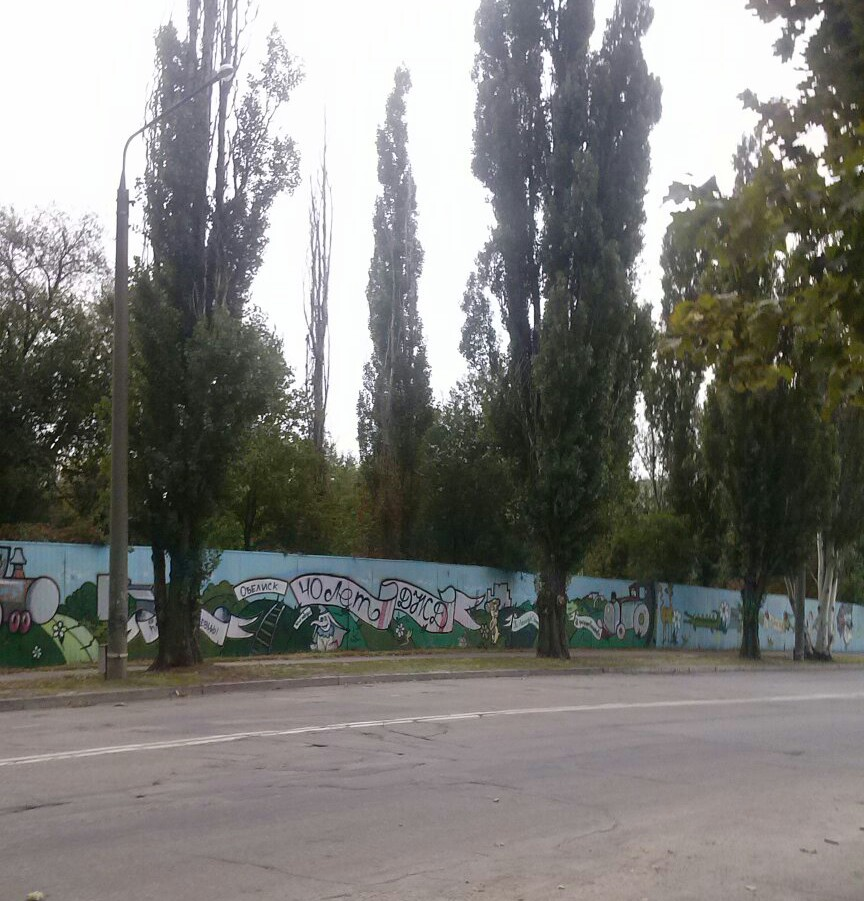
Графіті на паркані до 40-річчя відкриття Запорізької дитячої залізниці
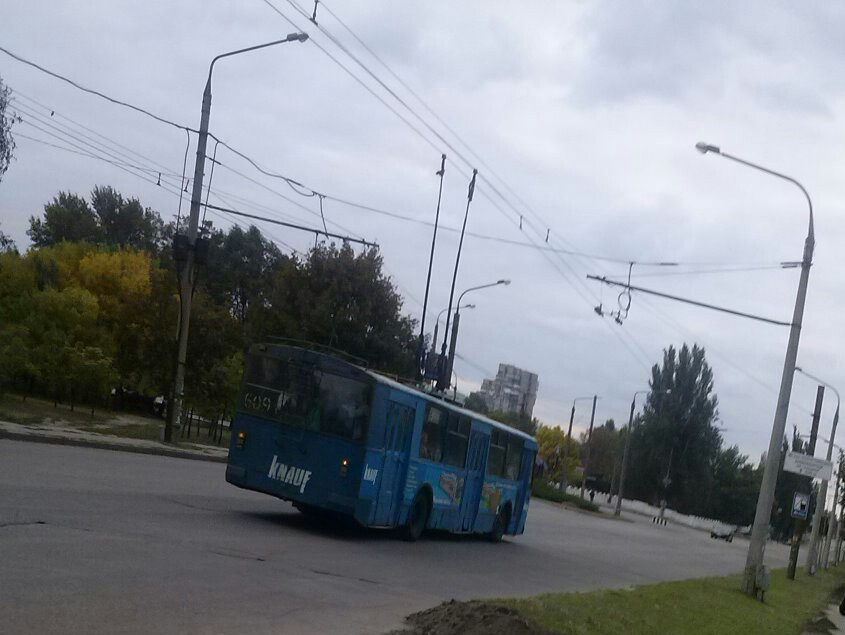
ЗіУ-682В-012 на маршруті № 3
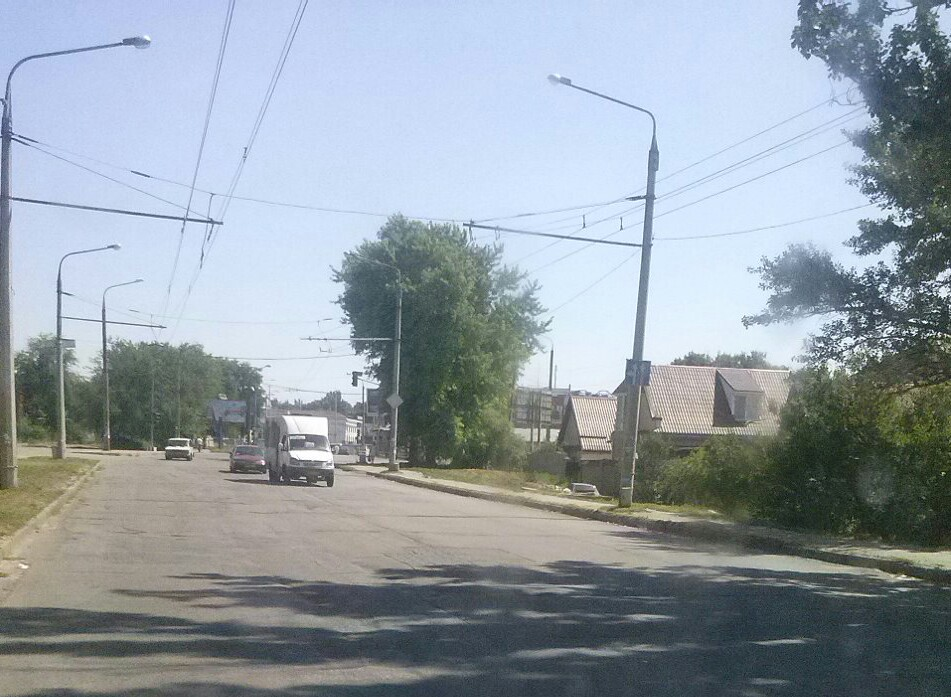
Автобус маршруту № 31
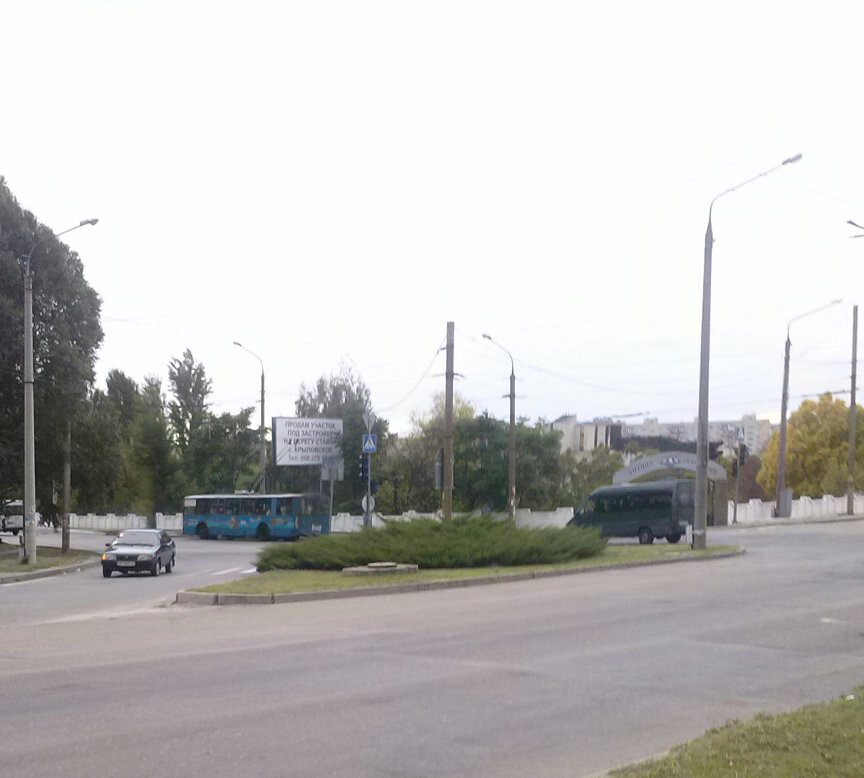
На перетині Привокзальної вулиці з вулицею Володимира Українця